# Nina Romanowa
Nina Gieorgijewna Romanowa, ros. Нина Георгиевна Романова (ur. 20 czerwca 1901 w Peterhofie; zm. 27 lutego 1974) – starsza córka Jerzego Michajłowicza i jego żony Marii. Prawnuczka cara Mikołaja I. 
Nina urodziła się w 1901 roku w  Peterhofie. Ojciec Niny był rosyjskim księciem, a matka była Greczynką z duńskimi korzeniami. Nina miała młodszą siostrę Ksenię. Małżeństwo rodziców Niny nie było szczęśliwe. Ojciec Niny został zamordowany przez bolszewików w 1919 roku. Jej siostra Ksenia przez kilka lat mieszkała na Long Island, razem z Anną Anderson, która twierdziła, że jest kuzynką – wielką księżną Anastazją Nikołajewną, córką cara Mikołaja II.
3 września 1922 Nina poślubiła Gruzina Pawła Aleksandrowicza Czawczawadze. Nina miała tylko jednego syna Davida. Mąż Niny zmarł w 1971, a ona w 1974, wieku 72 lat.